# Varanus mertensi
Il varano di Mertens (Varanus mertensi Glauert, 1951) è una specie della famiglia dei Varanidi originaria delle regioni settentrionali dell'Australia; molto diffuso, è un attivo predatore opportunista di habitat acquatici e rivieraschi. Deve il nome all'erpetologo tedesco Robert Mertens.

## Descrizione
Il varano di Mertens misura circa un metro di lunghezza. Ha le regioni dorsali di colore marrone scuro o nero, con molte macchie color crema o gialle. Le regioni ventrali sono più chiare - bianche o giallastre -, con screziature grigie sulla gola e fasce grigio-azzurre sul petto. La coda, estremamente compressa lateralmente, presenta un'alta carena dorsale mediana ed è circa 1,5 volte più lunga del resto del corpo.

## Distribuzione e habitat

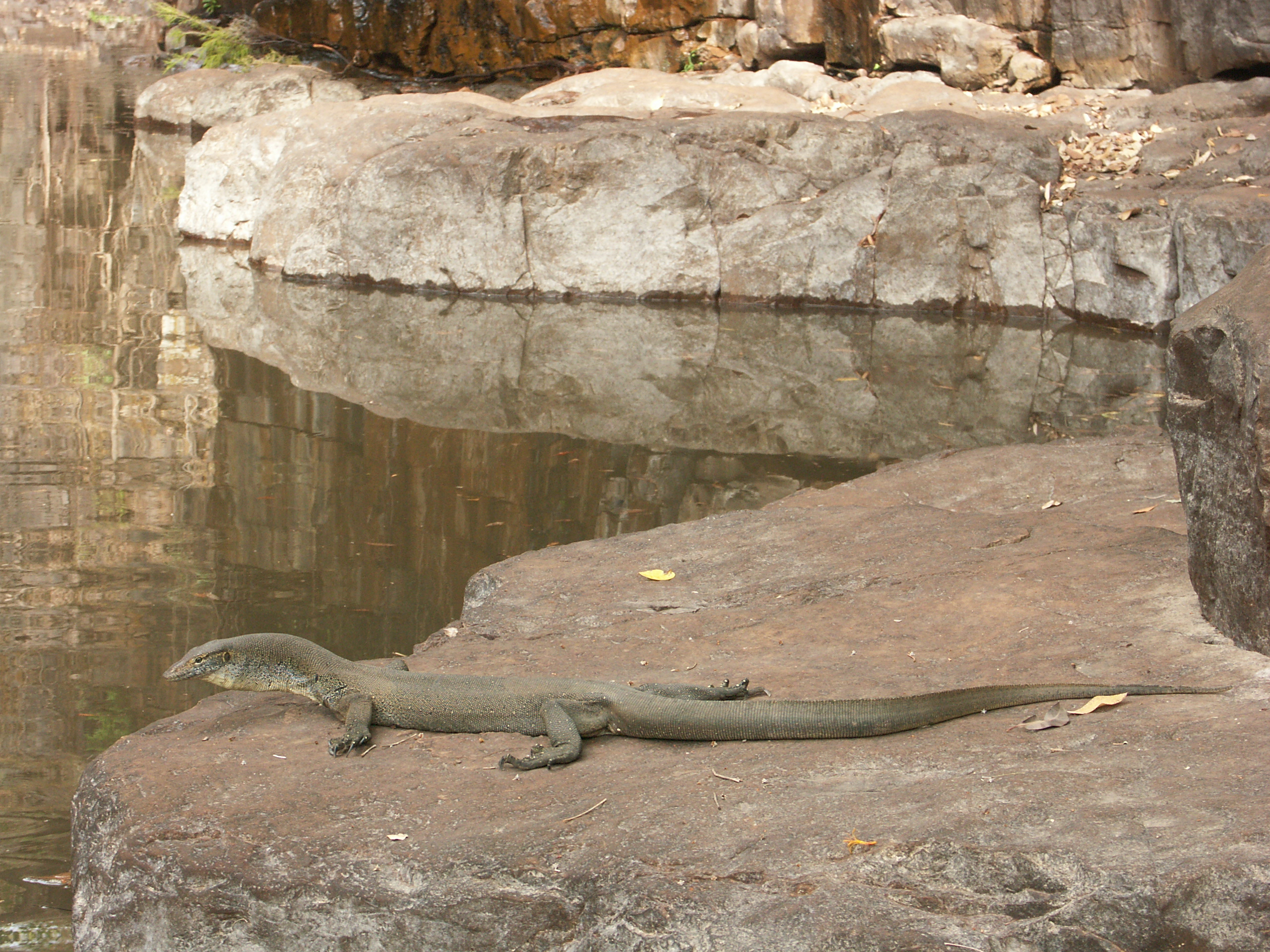
Un varano di Mertens nei pressi dello stagno di Grotto, nelle vicinanze di Wyndham (Australia Occidentale).

Il varano di Mertens è diffuso nelle acque costiere e interne di gran parte dell'Australia settentrionale, dalla regione del Kimberley, nell'Australia Occidentale, attraverso il Top End del Territorio del Nord e le coste del golfo di Carpentaria, alle regioni occidentali della penisola di Capo York, nell'estremità settentrionale del Queensland.

## Biologia
Il varano di Mertens, ottimo nuotatore, è una creatura semi-acquatica che solo di rado si allontana dall'acqua. Viene spesso avvistato mentre prende bagni di sole su rocce o tronchi che affiorano dalle acque o sui rami delle piante che circondano le paludi, le lagune e gli specchi d'acqua del suo areale. Se disturbato, si tuffa in acqua, dove può rimanere immerso per lunghi periodi.

### Alimentazione
Il varano di Mertens va in cerca di cibo sia sulla terraferma che nell'acqua; si nutre soprattutto di pesci, rane e carogne, ma talvolta, quando ne ha l'occasione, cattura anche vertebrati terricoli e insetti. Ha un olfatto ben sviluppato, grazie al quale può localizzare anche fonti di cibo nascoste nel suolo, come le uova delle tartarughe d'acqua dolce, che porta alla luce scavando.

### Riproduzione
Il varano di Mertens depone le uova in una tana; queste, deposte solitamente agli inizi della stagione secca, si schiudono nel corso della stagione umida successiva. A seconda della temperatura, le uova si schiudono entro 200-300 giorni dalla deposizione; una volta usciti dall'uovo, i piccoli sono in grado di entrare in acqua e nuotare immediatamente.

## Conservazione
Il varano di Mertens è minacciato dalla diffusione, nel proprio areale, del rospo delle canne, che provoca avvelenamento una volta ingerito. Per questo motivo il varano viene classificato tra le specie vulnerabili dalla legislazione del Territorio del Nord.